# بنیسیو دل تورو
بنیسیو مونسراتی رافائل دل تورو سانچز (به اسپانیایی: Benicio Monserrate Rafael del Toro Sánchez) (زاده ۱۹ فوریهٔ ۱۹۶۷) که بیشتر با نام بنیسیو دل تورو شناخته می‌شود، تهیه‌کننده و هنرپیشه اهل پورتوریکو است. دل تورو برای بازی در نقش خاویر رودریگز در فیلم قاچاق جوایز گلدن گلوب، بفتا، جایزه انجمن بازیگران نمایش و اسکار را برای بهترین بازیگر نقش مکمل مرد به دست آورد.
او سومین شهروند پورتوریکو است که موفق به دریافت جایزه اسکار شده است.

## اوایل زندگی
بنیسیو دل تورو فرزند دوم گوستاوو دل تورو و فاستا سانچز دل تورو در سن جرمن در جنوب غرب پورتوریکو زاده شد. پدر و مادر او هر دو وکلای صاحب نامی بودند که به سبب تعهد به جامعه خود مورد احترام و محبت اطرافیان قرار داشتند. پدر بنیسیو به «وکیل فقرا» معروف بود. عده زیادی از خانواده دل تورو در سیستم قضایی پورتوریکو مشغول به کار هستند. برادر بزرگتر بنیسیو، گوستاوو در نیویورک متخصص سرطان اطفال بود. دل تورو، از طرف پدر و مادرش دارای اجداد کاتالان، باسک، ایتالیایی و سرخپوست است.
دل تورو که در کودکی به «بنی لاغرو» و «بنو» معروف بود، با تربیت کاتولیک بزرگ شد و تحصیلاتش را مدرسه کاتولیک آکادمیو دل پرپتو سوکوررو در میرامار واقع در پورتوریکو آغاز کرد.
بنیسیو ۹ سال داشت که مادرش در اثر بیماری هپاتیت درگذشت. دل تورو در ۱۳ سالگی به همراه پدر و برادرش به مرکرزبرگ در پنسیلوانیا رفت. او دبیرستان را در مدرسه شبانه‌روزی آکادمی مرکرزبرگ گذراند. پس از فارغ‌التحصیلی از دبیرستان دل تورو به توصیه پدرش عمل کرد و برای تحصیل در رشته بازرگانی به دانشگاه کالیفرنیا در سن دیگو رفت. در دانشگاه او به عنوان درس انتخابی، تئاتر را انتخاب کرد. موفقیت در این درس چنان برای او مهم و خوشایند بود که سبب شد دل تورو، دانشگاه را رها کرده و برای آموختن تئاتر نزد برخی بزرگ‌ترین آموزگاران تئاتر نظیر استلا آدلر و آرتور مندوزا در لوس آنجلس دوره ببیند.

## بازیگری
دل تورو بازیگری را با ایفای نقش‌های کوچک تلویزیونی در اواخر دهه هشتاد آغاز کرد. در سال ۱۹۸۷، او به عنوان یک کاراکتر زمینه در موزیک ویدئو لا ایسلا بونیتا (به اسپانیایی: La Isla Bonita) از مدونا ظاهر شد. دل تورو بازیگری در سینما را با فیلم سیرک پی وی و فیم جواز قتل از سری جیمز باند آغاز کرد. حرفه او در سینما با ماه چینی، کریستف کلمب:اکتشاف، پول برای هیچ، شنا با کوسه‌ها و بی‌باک ادامه یافت.
در ۱۹۹۵، دل تورو با بازی در نقش فرد فنستر در فیلم مظنونین همیشگی شاهد شتاب کردن ناگهانی حرفه‌اش بود. او با دریافت یک جایزه ایندیپندنت اسپیریت برای بهترین بازیگر نقش مکمل مرد، توانست خود را به عنوان گزینه‌ای مناسب برای ایفای نقش‌های اصلی مطرح کند. پس از مظنونین همیشگی، دل تورو نقش‌های قابل توجهی در چند فیلم مستقل و نیز چند فیلم عمده استودیویی به دست آورد از جمله نقش گاسپار در فیلم مراسم تدفین و بنی دالمائو در فیلم بسکئت. بنی دالمائو برای او دومین جایزه ایندیپندنت اسپیریت را به ارمغان آورد. در سال ۱۹۹۶ او در فیلم هوادار با بازی رابرت دنیرو در نقش خوان پریمو یک بازیکن بیس بال ظاهر شد.
در سال ۱۹۹۸، دل تورو حدود هیجده کیلوگرم چاق شد تا در نقش دکتر گونزو یا اسکار زتا آکوستا در فیلم ترس و نفرت در لاس وگاس بازی کند.
این فیلم بر مبنای رمان تحسین شده هانتر اس. تامپسون با همین نام با حال و هوایی سورئال توسط تری گیلیام کارگردانی شد. ترس و نفرت در لاس وگاس طی سالهای آینده هواداران خاص خود را به دست آورد. پس از یک وقفه دو ساله دل تورو در سال ۲۰۰۰ به سینما بازگشت تا با بازی در چهار فیلم معروف، با مخاطبانی در میان عموم مردم رو به رو شود. اولین فیلم او در این سال راه سلاح نام داشت که یک داستان جنایی داشت. این فیلم اولین تجربه کارگردانی کریستوفر مک کواری فیلم‌نامه‌نویس فیلم مظنونین همیشگی بود. چند ماه بعد او در میان بازیگران تراز اول فیلم جدید استیون سودربرگ به نام قاچاق جای داشت. این فیلم نگاه موشکافانه‌ای به مقوله قاچاق مواد مخدر در آمریکا داشت. دل تورو با ارائه بازی قابل توجهی در نقش خاویر رودریگز، یک پلیس مرزی مکزیکی توانست کل فیلم را تحت‌الشعاع خود قرار دهد.
در سال ۲۰۰۱ عملکرد دل تورو موجب شد او نظر مثبت تمام منتقدان عمده را جلب کند. او برنده جایزه اسکار برای بهترین بازیگر نقش مکمل مرد شد. به این ترتیب او چهارمین هنرپیشه زنده‌ای شد که برای ایفای کاراکتری برنده اسکار می‌شود که عمدتاً به یک زبان غیر از انگلیسی سخن می‌گوید. با این جایزه اسکار دل تورو پس از خوزه فرر و ریتا مورنو تبدیل به سومین بازیگر اهل پورتوریکوی برنده اسکار شد. او در سخنرانی پذیرش جایزه از مردم هر دو سوی مرز در آریزونا در آمریکا و سونورا در مکزیک تشکر کرد و جایزه خود را به آنها تقدیم کرد. نقش خاویر رودریگز برای او جایزه گلدن گلوب و جایزه انجمن بازیگران نمایش را هم به همراه داشت. قاچاق در گیشه هم بسیار موفق بود. به این ترتیب دل تورو برای اولین بار نفوذ واقعی هالیوود را در زندگی حرفه‌ای خود درک کرد. در حالی که ترافیک هنوز در سینماها به روی پرده بود دو فیلم دیگر با بازی دل تورو در اواخر سال۲۰۰۰ و اوایل سال ۲۰۰۰ اکران شدند. او نقش کوتاهی به عنوان دزد الماسی به نام فرانکی چهار انگشته در فیلمی کمدی از گای ریچی به عهده گرفت و در فیم تعهد به کارگردانی دوست قدیمی اش شان پن نقش سرخپوستی با عقب ماندگی ذهنی را بازی کرد.
دل تورو در سال ۲۰۰۳، در فیلم شکار با تامی لی جونز، و در درام ۲۱ گرم، با شان پن و نائومی واتس همبازی شد. ۲۱ گرم دومین جایزه اسکار برای بهترین بازیگر نقش مکمل مرد را برای او به ارمغان آورد. پس از آن دل تورو در اقتباس سینمایی از رمان گرافیکی فرانک میلر به نام شهر گناه به کارگردانی رابرت رودریگز بازی کرد. اولین فیلم انگلیسی زبان کارگردان مشهور دانمارکی، سوزان بر فیلم بعدی دل تورو بود؛ دل تورو در چیزهایی که در آتش از دست می‌دهیم با هلی بری، الیسون لومن، و جان کارول لینچ همبازی بود.
در سال ۲۰۰۸، دل تورو برای به تصویر کشیدن چهره ارنستو چه گوارا در دوگانه چه جایزه بهترین بازیگر نقش اول مرد از جشنواره فیلم کن شد. در سخنرانی پذیرش فیلم، دل تورو جایزه را به چه گوارا و کارگردان فیلم استیون سودربرگ تقدیم کرد. دل تورو برای بازی در چه جایزه بهترین بازیگر نقش اول مرد جوایز گویا را نیز به دست آورد. در مراسم اسکار سال ۲۰۰۹ شان پن به هنگام دریافت اسکار جایزه بهترین بازیگر نقش اول مرد برای بازی در فیلم میلک تعجب و ناامیدی خود را از اینکه دل تورو و فیلم چه هیچ جایزه یا نامزدی در جایزه اسکار آن سال ندارند ابراز کرد. پن به هنگام گرفتن جایزه گلدن گلوب و جایزه انجمن بازیگران نمایش برای فیلم میلک هم بر ارزش‌های دل تورو، استیون سودربرگ و فیلم چه تأکید کرد."
در سال ۲۰۱۰، دل تورو در بازسازی فیلم کلاسیک مرد گرگ نما شرکت کرد.
در سال ۲۰۱۲، دل تورو به عنوان چهره کامپاری برای تقویم آن سال این کمپانی شرابسازی ایتالیایی برگزیده شد.

## زندگی خصوصی
بنیسیو دل تورو، بر خلاف تصور رایج، نسبتی با کارگردان برندۀ جایزه اسکار گیرمو دل تورو ندارد.
در سال ۲۰۱۰، دل تورو زندگی عاشقانه خود را "در برزخ " توصیف کرد. هنگامی که از او پرسیده شد که قصد سر و سامان گرفتن ندارد، او پاسخ داد: چرا؟ چرا همه می‌پرسند چرا من ازدواج نمی‌کنم؟ چرا باید ازدواج کرد؟ تا بشود طلاق گرفت؟ دل تورو در مصاحبه‌ای با روزنامه تایمز اشاره کرد که دوست ندارد آپارتمانش در وست هالیوود که خود آن را «غار خود» توصیف می‌کند، خود را به عرصه تاخت و تاز زن و بچه‌ها تبدیل شود.
بنیسیو دل تورو طی سالها با زنان مختلفی ارتباط داشته است، از جمله بازیگران والریا گولینو، کلر فورلانی، آلیشیا سیلورستون، کیارا ماسترویانی، هیتر گراهام و سارا فاستر.
در آوریل ۱۱، ۲۰۱۱، مسئول روابط عمومی دل تورو را اعلام کرد که دل تورو و کیمبرلی استوارت (دختر راد استوارت) در انتظار اولین فرزندشان هستند، اگر چه که رابطه‌ای بین این دو وجود ندارد. در تاریخ ۲۱ اوت ۲۰۱۱ استوارت دخترش، دلیله، را به دنیا آورد.
در نوامبر ۲۰۱۱، دولت اسپانیا به دلیل استعداد هنری دل تورو و اصالت اسپانیایی او، تابعیت این کشور را به او اهدا کرد.

## فیلم‌شناسی

### فیلم
| سال  | عنوان                                | نقش                          | کارگردان                    | توضیحات |
| ---- | ------------------------------------ | ---------------------------- | --------------------------- | --- |
| ۱۹۸۸ | سیرک پی وی                           | دوک                          |                             | اولین حضور سینمایی |
| ۱۹۸۹ | جواز قتل                             | داریو                        |                             | |
| ۱۹۹۱ | دونده هندی                           | میگل آگوئیلرا                |                             | |
| ۱۹۹۲ | کریستف کلمب:اکتشاف                   | آلوارو هرنانا                |                             | |
| ۱۹۹۳ | بی‌باک                                | منی رودریگو                  |                             | |
| ۱۹۹۳ | گوی طلایی                            | باب                          |                             | |
| ۱۹۹۳ | پول برای هیچ                         | دینو پالادینو                | رامون منندز                 | |
| ۱۹۹۴ | شنا با کوسه‌ها                        | رکس                          |                             | |
| ۱۹۹۴ | ماه چینی                             | لامار دیکی                   |                             | |
| ۱۹۹۵ | مظنونین همیشگی                       | فرد فنستر                    | برایان سینگر                | جایزه ایندیپندنت اسپیریت بهترین بازیگر نقش مکمل مرد |
| ۱۹۹۶ | خاکسپاری                             | گاسپار                       | ایبل فرارا                  | |
| ۱۹۹۶ | فن                                   | خوان پریمو                   | تونی اسکات                  | |
| ۱۹۹۶ | مرد کن                               | خودش                         |                             | حضور افتخاری |
| ۱۹۹۶ | باسکیت                               | بنی دالمائو                  | جولیان اشنابل               | جایزه ایندیپندنت اسپیریت بهترین بازیگر نقش مکمل مرد |
| ۱۹۹۶ | جوی‌راید                              | کارآگاه لوپز                 |                             | |
| ۱۹۹۷ | بار اضافه                            | وینسنت روخه                  |                             | نامزد – جایزه آلما |
| ۱۹۹۸ | ترس و نفرت در لاس وگاس               | دکتر گونزا/ اسکار زتا آکوستا |                             | |
| ۲۰۰۰ | قاچاق                                | خاویر رودریگز                | استیون سودربرگ              | جایزه اسکار بهترین بازیگر نقش مکمل مرد جایزه گلدن گلوب بهترین بازیگر نقش مکمل مرد جایزه بفتا برای بهترین بازیگر نقش مکمل مرد خرس نقره‌ای از جشنواره بین‌المللی فیلم برلین برای بهترین بازیگر نقش اول مرد انجمن منتقدان فیلم شیکاگو برای بهترین بازیگر نقش مکمل مرد جایزه شلوترودیس برای بهترین بازیگر نقش مکمل مرد جایزه حلقه منتقدان فیلم فلوریدا برای بهترین بازیگر نقش مکمل مرد جایزه حلقه منتقدان فیلم کانزاس سیتی برای بهترین بازیگر نقش مکمل مرد جایزه انجمن منتقدان فیلم لاس وگاس برای بهترین بازیگر نقش مکمل مرد جایزه انجمن ملی منتقدان فیلم برای بهترین بازیگر نقش مکمل مرد جایزه حلقه منتقدان فیلم نیویورک برای بهترین بازیگر نقش مکمل مرد جایزه انجمن منتقدان فیلم آنلاین برای بهترین بازیگر نقش مکمل مرد جایزه انجمن بازیگران برای عملکرد برجسته توسط یک بازیگر مرد در نقش اصلی بازیگران برنده جایزه انجمن صنفی برای عملکرد برجسته بازیگران در تصویر حرکت سن دیگو جایزه انجمن منتقدان فیلم برای بهترین بازیگر نقش مکمل مرد جنوب شرقی جایزه انجمن منتقدان فیلم برای بهترین بازیگر نقش مکمل مرد جایزه انجمن منتقدان فیلم تورنتو برای بهترین بازیگر نقش اول مرد جایزه حلقه منتقدان فیلم تورنتو برای بهترین بازیگر نقش مکمل مرد نامزد – جایزه انجمن منتقدان فیلم فینیکس برای بهترین بازیگر نقش مکمل مرد نامزد – جایزه ستلایت برای بهترین بازیگر نقش مکمل مرد |
| ۲۰۰۰ | راه اسلحه                            | لنگبو                        | کریستوفر مک‌کوری             | |
| ۲۰۰۰ | قاپ زنی                              | فرانکی چهار انگشته           | گای ریچی                    | |
| ۲۰۰۰ | نان و گل سرخ                         | خودش                         |                             | حضور افتخاری |
| ۲۰۰۱ | قول                                  | توبی جی وادنا                |                             | نامزدجایزه آلما بهترین بازیگر نقش مکمل مرد |
| ۲۰۰۳ | ۲۱ گرم                               | جک جوردن                     | الخاندرو گونسالس اینیاریتو  | جایزه ایندیپندنت اسپیریت- جایزه ممتاز ویژه جایزه انجمن بین‌المللی سینه فیل برای بهترین بازیگر نقش مکمل مرد جایزه فیلم منتقدین آیوا برای بهترین بازیگر نقش مکمل مرد جشنواره فیلم ونیز- برنده جایزه تماشاگران جایزه انجمن منتقدان فیلم منطقه واشینگتن دی سی برای بهترین بازیگر نقش مکمل مرد نامزد – جایزه انجمن منتقدان فیلم برای بهترین بازیگر نقش مکمل مرد نامزد – جایزه اسکار بهترین بازیگر نقش مکمل مرد نامزد – جایزه بفتای بهترین بازیگر نقش مکمل مرد نامزد – جایزه انجمن منتقدان فیلم شیکاگو برای بهترین بازیگر نقش مکمل مرد نامزد – جایزه انجمن منتقدان فیلم فینیکس برای بهترین بازیگر نقش مکمل مرد نامزد – جایزه انجمن منتقدان فیلم لس آنجلس برای بهترین بازیگر نقش مکمل مرد نامزد – جایزه ستلایت برای بهترین بازیگر نقش مکمل مرد نامزد – جایزه انجمن بازیگران نمایش برای عملکرد برجسته توسط یک بازیگر نقش مکمل مرد نامزد – جایزه حلقه منتقدان فیلم ونکوور برای بهترین بازیگر نقش مکمل مرد |
| ۲۰۰۳ | شکار                                 | آرون هالم                    | ویلیام فریدکین              | |
| ۲۰۰۵ | شهر گناه                             | جک رافرتی                    | فرانک میلر، رابرت رودریگز   | نامزد – جایزه آلما برای بهترین بازیگر مرد |
| ۲۰۰۷ | چیزهایی که در آتش از دست دادیم       | جری سانبورن                  | سوزانه بیر                  | |
| ۲۰۰۸ | چه                                   | چه گوارا                     | استیون سودربرگ              | جایزه بهترین بازیگر مرد جشنواره کن جایزه گویا بهترین بازیگر نقش اول مرد نامزد – جایزه انجمن منتقدان فیلم برای بهترین بازیگر نقش اول مرد |
| ۲۰۱۰ | مرد گرگ‌نما                           | لاری تالبوت/ مرد گرگ‌نما      | جو جانستون                  | همچنین تهیه‌کننده |
| ۲۰۱۰ | یک جایی                              | خودش                         | سوفیا کوپولا                | |
| ۲۰۱۱ | اختلال: زندگی و موسیقی لی اسکراچ پری | راوی                         | ایتان هیگبی، آدام بهالا لاو | صدا |
| ۲۰۱۲ | وحشی‌ها                               | لادو                         | الیور استون                 | |
| ۲۰۱۲ | ۷ روز در هاوانا                      |                              |                             | کارگردان |
| ۲۰۱۳ | جیمی پیکارد                          | جیمی پیکارد                  | ارنو دپلشن                  | |
| ۲۰۱۳ | تور دنیای تاریک                      | تنلیر تیوان/ کلکسیونر        | آلن تیلور                   | سکانس تیتراژ آخر |
| ۲۰۱۴ | نگهبانان کهکشان                      | تنلیر تیوان/ کلکسیونر        | جیمز گان                    | |
| ۲۰۱۴ | خباثت ذاتی                           |                              | پل توماس اندرسن             | |
| ۲۰۱۴ | اسکوبار: بهشت گمشده                  | پابلو اسکوبار                | آندریا دی استفانو           | |
| ۲۰۱۵ | یک روز عالی                          | مامبرو                       | فرناندو لئون د آرانوا       | |
| ۲۰۱۵ | سیکاریو                              | الخاندرو گیلیک               | دنی ویلنوو                  | |
| ۲۰۱۵ | شازده کوچولو                         |                              |                             | صدا |
| ۲۰۱۷ | جنگ ستارگان: آخرین جدای              | دی. جی                       |                             | |
| ۲۰۱۸ | انتقام‌جویان: جنگ ابدیت               | تنلیر تیوان/ کلکسیونر        | برادران روسو                | |
| ۲۰۱۸ | سیکاریو: روز سرباز                   | الخاندرو گیلیک               | استفانو سولیما              | |
| ۲۰۱۹ | دورا و شهر گمشده طلایی               |                              | جیمز بابین                  | |
| ۲۰۲۱ | حرکت ناگهانی ممنوع                   | رونالد روسو                  | استیون سودربرگ              | |
| ۲۰۲۱ | گزارش فرانسوی                        | موزس روزنتالر                | وس اندرسن                   | |
| TBA  | خزنده                                |                              |                             | |

### فیلم کوتاه
| سال  | عنوان                                  | نقش                    | توضیحات                      |
| ---- | -------------------------------------- | ---------------------- | ---------------------------- |
| ۱۹۹۵ | Submission                             |                        | نویسنده، کارگردان، تهیه‌کننده |
| ۲۰۰۵ | تریلر بازسازی فیلم کالیگولای گور ویدال | Naevius Sutorius Macro | پنج دقیقه                    |
| ۲۰۰۵ | That's So New York                     | خودش                   | سه دقیقه                     |

### تلویزیون
| سال  | عنوان                         | نقش                  | توضیحات                      |
| ---- | ----------------------------- | -------------------- | ---------------------------- |
| ۱۹۸۷ | Miami Vice                    | پیتو                 | قسمت: Everybody's in Showbiz |
| ۱۹۸۷ | Private Eye                   |                      | قسمت: Blue Movie             |
| ۱۹۹۰ | Drug Wars: The Camarena Story | رافائل کارو کوئینترو | تمام قسمت‌ها                  |
| ۱۹۹۴ | Tales from the Crypt          | بیل                  | قسمت:Bribe                   |
| ۱۹۹۵ | Fallen Angels                 | پاکو                 | قسمت: Good Housekeeping      |
| ۲۰۰۸ | Todos Contra Juan             | خودش                 | قسمت: Juan & La Critica      |

## جوایز و افتخارات

### جوایز اسکار
| سال  | اثر نامزدشده | دسته                       | نتیجه    | منبع   |
| ---- | ------------ | -------------------------- | -------- | ------ |
| ۲۰۰۱ | قاچاق        | بهترین بازیگر نقش مکمل مرد | برنده    | [ ۲۱ ] |
| ۲۰۰۴ | ۲۱ گرم       | بهترین بازیگر نقش مکمل مرد | نامزدشده | [ ۲۲ ] |

### جوایز گلدن گلوب
| سال  | اثر نامزدشده | دسته                       | نتیجه | منبع |
| ---- | ------------ | -------------------------- | ----- | ---- |
| ۲۰۰۱ | قاچاق        | بهترین بازیگر نقش مکمل مرد | برنده |      |

### جوایز فیلم بفتا
| سال  | اثر نامزدشده | دسته                       | نتیجه    | منبع   |
| ---- | ------------ | -------------------------- | -------- | ------ |
| ۲۰۰۱ | قاچاق        | بهترین بازیگر نقش مکمل مرد | برنده    | [ ۲۳ ] |
| ۲۰۰۴ | ۲۱ گرم       | بهترین بازیگر نقش اول مرد  | نامزدشده | [ ۲۴ ] |
| ۲۰۱۶ | سیکاریو      | بهترین بازیگر نقش مکمل مرد | نامزدشده | [ ۲۵ ] |

### جشنواره فیلم کن
| سال  | اثر نامزدشده    | دسته                               | نتیجه    | منبع   |
| ---- | --------------- | ---------------------------------- | -------- | ------ |
| ۲۰۰۸ | چه              | جایزه بهترین بازیگر مرد جشنواره کن | برنده    | [ ۲۶ ] |
| ۲۰۱۲ | ۷ روز در هاوانا | نوعی نگاه                          | نامزدشده | [ ۲۷ ] |

### جشنواره بین‌المللی فیلم برلین
| سال  | اثر نامزدشده | دسته                              | نتیجه | منبع   |
| ---- | ------------ | --------------------------------- | ----- | ------ |
| ۲۰۰۱ | قاچاق        | خرس نقره‌ای برای بهترین بازیگر مرد | برنده | [ ۲۸ ] |